# Verlengde vijfhoekige piramide
Een verlengde vijfhoekige piramide is in de meetkunde het johnsonlichaam J9. Zoals de naam al aangeeft kan men een verlengde vijfhoekige piramide construeren door een vijfhoekige piramide J2 te verlengen door een pentagonaal prisma aan het vijfhoekige grondvlak toe te voegen.
De 92 johnsonlichamen werden in 1966 door Norman Johnson benoemd en beschreven.
- (en)  MathWorld. Elongated Pentagonal Pyramid